# Дънджън синт
Дънджън синт (на английски: dungeon synth) е поджанр на дарк ембиънт музиката, възникнал в края на 80-те и началото на 90-те години. Жанрът използва естетика и теми, обикновено свързващи се с блек метъла  и го прилагат към по-спокойните ембиънт песни.  Стилът често се сравнява с музика за видеоигри, тъй като понякога се прилага в тези среди.
Ранните пионери на дънджън синта са свързвани основно с блек метъл сцената, взимайки от нея нейната примитивна, ефирна и често средновековна естетика. Класическите издания на жанра се фокусират до голяма степен върху пресъздаването на средновековни музикални стилове и текстури със синтезатор. Жанрът също така вдъхновява по-леки, фентъзи-тематични издания, подобни на саундтраците на видеоигри от 80-те и 90-те.

## Музиканти
- Burzum
- Mortiis
- Summoning